# Roter See (Kakeldütt)
Der Rote See liegt in der Mecklenburgischen Seenplatte im Landkreis Mecklenburgische Seenplatte in Mecklenburg-Vorpommern etwa 700 Meter südlich des Ortes Kakeldütt in der Gemeinde Mirow.
Der Rote See ist ein Rundsee südöstlich des Jäthensees und hat einen Graben aus dem Waldgebiet der Zwenzower Tannen als Zufluss. Am Westufer hat der See einen Graben als Abfluss zum Jamelsee. Der Müritz-Nationalpark grenzt direkt an den westlichen Uferbereich. Der Rote See ist für den Wassersport nicht freigegeben.